# スラムダンク 湘北最大の危機! 燃えろ桜木花道
「スラムダンク 湘北最大の危機! 燃えろ桜木花道」（スラムダンク しょうほくさいだいのきき もえろさくらぎはなみち）は、1995年3月4日に公開されたアニメーション映画。井上雄彦の漫画作品『SLAM DUNK』を原作とする劇場版第3弾。製作は集英社、テレビ朝日、電通、東映動画。配給は東映。カラー、ワイド。上映時間は40分。1995年春の東映アニメフェアの上映作品の一つ。第13回ゴールデングロス賞優秀銀賞受賞作品。
時期的にはインターハイ予選決勝リーグの湘北高校対海南大附属高校戦から、湘北対武里高校戦までの6日間の最中の出来事にあたる。テレビ版に先駆けて、海南に敗退したシーンが描かれた。

## あらすじ
インターハイ予選決勝リーグで海南大附属高校に敗れた湘北バスケット部。その原因が自分にあると思い込んだ花道は髪型を坊主頭にした。
残り2試合に勝つべく、練習中の湘北は、緑風高校バスケット部のマネージャーである藤沢恵里とその主将であるマイケル沖田に練習試合の申し込みをされた。安西は、海南戦のことを引きずっている湘北メンバーに刺激を与えるべく、練習試合を了承。練習試合が始まったが、主将の赤木が海南戦での負傷により、スタメンから外れた湘北は緑風に押される。
一度は激怒する赤木の一喝から流れを掴む湘北だったが、緑風の作戦に翻弄され、再び劣勢に立たされ、さらに木暮が体を張ったプレイを見せるも、直後に意識を失い倒れる。しかし、彼のこのプレイが試合の流れを変えることになるのであった。

## ゲストキャラクター
緑風高校
木暮曰く「お金持ちの私立高」と呼ばれるほど設備の整った新設の学校。生徒は多くが1、2年で、桑田の友人も在校。バスケ部は昨年創部され、恵理の意向で全国から有力な選手を集められ、バスケ専用の体育館まで設けられている。調整のため今年度のインターハイ神奈川県予選は出場を辞退した。
アニメでは、留学中のマイケルを除く全員がインターハイ予選最終戦である湘北対陵南高校の試合を観戦に訪れている。
ユニフォームの色は白。
マイケル 沖田（）
2年、192cm 85kg、背番号13、スモールフォワード（SF）。
主将。アメリカ帰りのハーフで、性格は明るく知らない人にでもかなりフランクに接する。そのため挨拶に彩子に触れたことで宮城の恨みを買っている。バスケットの実力はNBAにも注目されたほどで、晴子には「凄すぎる」と評されており、湘北は彼のアリウープを止められないでいた。終盤には赤木のブロックをかわしてアリウープでのダブルクラッチダンクを決める。一方でリョータからは「牧に比べたらなんでもない」と評され、終盤には花道の大袈裟なフェイクにかかりダンクを決められる。
花道には「外人」と呼ばれ、彼も花道を「赤坊主クン」と呼び、「曲者」と評している。湘北との練習試合後、アメリカに再留学する。

名高 光（）
2年、195cm 88kg、背番号4、センター（C）。
副主将。ワンマンチームに嫌気が差し、緑風へ転校してきた。実力はマイケル同様、晴子に「凄すぎる」と評され、マイケルのアリウープへのパスを出す役割を果たした。
花道のことを「坊主頭」と呼び、「面白い奴」だと断言している。

克美 一郎（）
1年、185cm 72kg、背番号5、シューティングガード（SG）。
三井の中学時代の後輩であるスリーポイントシューター。
花道のことを「生意気」だと言ったが、自身も三井に言い返されるほど非常に生意気で、試合中に三井に嫌味を言う。しかし、試合の途中で三井を「2年間も休んでいたとは思えない」と見直して試合後には和解。もう三井とは戦うことはないと思っていたが、三井が冬の選抜に出ると知り驚いていた。

戸塚 哲也（）
2年、180cm 75kg、背番号9、パワーフォワード（PF）。
スピードを活かして一旦は花道を抑えるが、後半途中でスタミナ切れにより転び、啓二と交代。試合終盤に再び出場する。スタミナが切れない花道を「化け物」と断言。

海老名 嘉（）
2年、177cm 61kg、背番号6、ポイントガード（PG）。
前半終了間際に恵理の指示で精二と交代するも、試合終盤に再び出場する。

鶴見 精二（）
2年、175cm 68kg、背番号7、ガード（G）。
啓二とは双子の兄弟で、彼の兄にあたる。「緑風の秘密兵器」と呼ばれ、啓二とのコンビプレイで攻守にわたり活躍した。

鶴見 啓二（）
2年、175cm 68kg、背番号8、ガード（G）。
精二の双子の弟にあたる。

藤沢 恵理（）
マネージャー。理事長の娘でお嬢様気質で気に入らない相手を見下す節があり、彩子には「タカビーなマネージャー」と言われている。
親の立場を利用してわざわざバスケ部を作らせ、全国から有力な選手を手当たり次第スカウト、さらにはバスケ部専用体育館まで作らせた。
流川にも声をかけたが、いつもの寝ながら自転車通学で寝ぼけていたために相手にされず失敗し、そのことを非常に逆恨みしている様子。勝つことだけを第一と考えており、バスケ部の初戦に備えるために部員の気持ちを無視してインターハイ予選にも出場しなかったその点を終盤に大船に叱咤された。試合中でも交替に口を出すため、マイケルにも諌められている。

大船（）
監督だが恵理に逆らえず、彼女に主導権を握られている。
しかし、選手のことを誰よりも理解しているのは彼であり、勝つためには手段を選ばない恵理を静かに叱咤する。
また、当初は木暮のことを「地味な選手」だと侮っていたが、彼の活躍を見て評価を改め、「安西も良い選手を育てた」と語った。

## 声の出演
- 桜木花道：草尾毅
- 赤木晴子：平松晶子
- 赤木剛憲：梁田清之
- 流川楓：緑川光
- 三井寿：置鮎龍太郎
- 宮城リョータ：塩屋翼
- 木暮公延、ナレーション：田中秀幸
- 水戸洋平、桑田登紀：森川智之
- 高宮望、戸塚哲也：塩屋浩三
- 野間忠一郎：幹本雄之
- 大楠雄二：林延年
- 彩子：原えりこ
- 安西光義：西村知道
- マイケル沖田：古川登志夫
- 藤沢恵理：冬馬由美
- 克美一郎：金丸淳一
- 名高光：掛川裕彦
- 海老名嘉：幸野善之
- 鶴見精二、鶴見啓二：風間信彦
- 女生徒：大本眞基子
- 女生徒：小野綾子
- 大船監督：嶋俊介

## スタッフ
- 製作：安齋富夫、高岩淡、泊懋
- 原作：井上雄彦
- 脚本：菅良幸
- 音楽：BMF (Being MUSIC FACTORY INC.)
- 作画監督：大西陽一
- 美術監督：坂本信人
- 撮影：福田岳史
- 録音：池上信照
- 編集：西山茂
- 助監督：渡辺正彦
- プロデューサー：旗野義文、佐藤公宜
- 監督：角銅博之

## 主題歌
オープニングテーマ
「君が好きだと叫びたい」
歌 - BAAD
作詞：山田恭二 作曲：多々納好夫 編曲：明石昌夫
エンディングテーマ
「煌めく瞬間に捕われて」
歌 - MANISH
作詞：高橋美鈴・川島だりあ
作曲：川島だりあ 編曲：明石昌夫

## 同時上映
- ドラゴンボールZ 復活のフュージョン!!悟空とベジータ
- ママレード・ボーイ